# Sociedade Mattachine
A Sociedade de Mattachine ou Mattachine Society, seu nome original em inglês, foi a primeira duradoura organização homófila (em prol dos homossexuais) nos Estados Unidos, fundada em 1950. A Sociedade para os Direitos Humanos (1924) de Chicago foi anterior à Mattachine, mas foi fechada pela polícia depois de poucos meses de funcionamento.